# Jason Garfield
Jason Garfield est un jongleur américain né dans le Connecticut en 1974. Il est un des rares sachant jongler à 10 balles. Il fonde et préside la Fédération mondiale de jonglage (en).

## Jonglerie sportive, production TV et événementielle
Jason Garfield produit des événements depuis 2004, dont onze à Las Vegas, plusieurs à travers le pays et un au Royaume-Uni. Jason a appris à jongler à l'âge de 11 ans, en 1986, et s'est rapidement imposé comme l'un des meilleurs jongleurs et l'un des plus controversés de son époque.
Déçu par les possibilités offertes aux jongleurs de compétition, Jason créé la World Juggling Federation(en) en 2003 et organise sa première convention de jonglerie sportive à l'hôtel Riviera en décembre 2004, où il a également produit sept programmes de compétition de jonglerie sportive pour l'ESPN.
Dix ans plus tard, Jason fonde le SkillCon(en), organisant plus de 20 événements uniques de jonglerie. Jason, la Fédération mondiale de jonglerie, les Moxie Games(en) et le SkillCon reviennent au centre-ville de Las Vegas en 2019 au Plaza Hotel (en) et au Container Park (en).

## Apparition dans l'émissionCheap Seats(en)
Garfield a participé à l'émission Cheap Seats (en) d'ESPN Classic où il a été dépeint avec humour comme un égocentrique psychotique qui parlait aux accessoires qu'il utilisait pendant son spectacle et les rendait responsables des erreurs commises pendant le numéro, un personnage qu'il a délibérément représenté pour ajouter de la valeur au divertissement de l'émission.

## Récompenses
Jason a reçu les prix de jonglerie suivants :
- Gagnant du championnat junior au festival d'été de l'Association internationale des jongleurs (IJA) (en) en 1988[3] ;
- Vainqueur du championnat des numéros (balles et anneaux individuels) au festival d'été de l'IJA en 1990[4] ;
- Vainqueur du concours individuel au festival d'été de l'IJA en 1998[5] ;
- Vainqueur de la compétition des numéros (balles, massues et anneaux en solo) au festival d'été de l'IJA en 2000[6] ;
- Vainqueur du concours de chiffres (anneaux en solo) au festival d'été de l'IJA en 2001[7] ;
- Gagnant du concours individuel au festival d'été de l'IJA en 2002[8].